# Serie A de 1955–56
O Campeonato Italiano de Futebol de 1955–56, denominada oficialmente de Serie A 1955-1956, foi a 54.ª edição da principal divisão do futebol italiano e a 24.ª edição da Serie A. O campeão foi a Fiorentina que conquistou seu 1.º título na história do Campeonato Italiano. O artilheiro foi Gino Pivatelli, do Bologna (29 gols).

## Classificação
| Pos. | Equipes        | Pts | J  | V  | E  | D  | GP | GC | SG  | Classificação ou Rebaixamento             |
| ---- | -------------- | --- | -- | -- | -- | -- | -- | -- | --- | ----------------------------------------- |
| 1    | Fiorentina     | 53  | 34 | 20 | 13 | 1  | 59 | 20 | 39  | Segunda fase da Copa da Europa de 1956–57 |
| 2    | Milan          | 41  | 34 | 16 | 9  | 9  | 70 | 48 | 22  |                                           |
| 3    | Internazionale | 39  | 34 | 16 | 7  | 11 | 57 | 36 | 21  |                                           |
| 3    | Lazio          | 39  | 34 | 14 | 11 | 9  | 54 | 46 | 8   |                                           |
| 5    | Bologna        | 37  | 34 | 15 | 7  | 12 | 68 | 52 | 16  |                                           |
| 6    | Roma           | 35  | 34 | 11 | 13 | 10 | 43 | 40 | 3   |                                           |
| 6    | Sampdoria      | 35  | 34 | 12 | 11 | 11 | 51 | 54 | –3  |                                           |
| 8    | Padova         | 34  | 34 | 14 | 6  | 14 | 41 | 43 | –2  |                                           |
| 9    | SPAL           | 33  | 34 | 10 | 13 | 11 | 40 | 39 | 1   |                                           |
| 9    | Genoa          | 33  | 34 | 12 | 9  | 13 | 50 | 52 | −2  |                                           |
| 9    | Torino         | 33  | 34 | 12 | 9  | 13 | 43 | 45 | −2  |                                           |
| 9    | Juventus       | 33  | 34 | 8  | 17 | 9  | 32 | 37 | −5  |                                           |
| 9    | Vicenza        | 33  | 34 | 10 | 13 | 11 | 31 | 40 | −9  |                                           |
| 14   | Napoli         | 32  | 34 | 10 | 12 | 12 | 46 | 49 | −3  |                                           |
| 15   | Atalanta       | 31  | 34 | 11 | 9  | 14 | 50 | 55 | −5  |                                           |
| 16   | Triestina      | 30  | 34 | 10 | 10 | 14 | 27 | 44 | −17 |                                           |
| 17   | Novara         | 26  | 34 | 8  | 10 | 16 | 45 | 51 | −6  | Rebaixamento para a Serie B de 1956–57    |
| 18   | Pro Patria     | 15  | 34 | 3  | 9  | 22 | 31 | 87 | −56 | Rebaixamento para a Serie B de 1956–57    |

## Premiação
| Serie A de 1955–56             |
| Toscana                        |
| ------------------------------ |
| FIORENTINA Campeã (1.º título) |

## Artilheiros
| Pos. | Jogador                 | Equipe         | Gols |
| ---- | ----------------------- | -------------- | ---- |
| 1    | Gino Pivatelli          | Bologna        | 29   |
| 2    | Gunnar Nordahl          | Milan          | 23   |
| 3    | Giuseppe Virgili        | Fiorentina     | 20   |
| 4    | Adriano Bassetto        | Atalanta       | 18   |
| 5    | Eddie Firmani           | Sampdoria      | 17   |
| 6    | Luís Vinício            | Napoli         | 16   |
| 6    | Juan Alberto Schiaffino | Milan          | 16   |
| 8    | Attilio Frizzi          | Genoa          | 14   |
| 9    | Miguel Montuori         | Fiorentina     | 13   |
| 9    | Mario Tortul            | Sampdoria      | 13   |
| 11   | Dino da Costa           | Roma           | 12   |
| 11   | Lorenzo Bettini         | Lazio          | 12   |
| 11   | Amedeo Bonistalli       | Padova         | 12   |
| 14   | Lennart Skoglund        | Internazionale | 11   |
| 14   | Riccardo Carapellese    | Genoa          | 11   |
| 14   | Giorgio Dal Monte       | Milan          | 11   |
| 14   | Ezio Pascutti           | Bologna        | 11   |